# معاهدة وجدة 1984
معاهدة وجدة (المعروفة أيضًا باسم معاهدة الاتحاد العربي الإفريقي ومعاهدة الوحدة المغربية الليبية) هي اتفاقية تم التوقيع عليها في 13 أغسطس 1984 بين الملك المغربي الحسن الثاني والعقيد الليبي معمر القذافي. تمت الموافقة عليها من قبل الناخبين المغاربة في استفتاء أجري في 31 أغسطس، ومن قبل المؤتمر الشعبي العام الليبي. وكان الهدف هو تحقيق وحدة المغرب العربي كخطوة على طريق الوحدة العربية الشاملة. 
استغربت إدارة الرئيس الأمريكي رونالد ريغان من هذه المعاهدة، حيث أشار ريغان إلى سمعة ليبيا غير الجديرة بالثقة ووصف زعيمها بأنه "محرض على الإرهاب الدولي". كما أعربت دول غربية أخرى مثل إسبانيا وفرنسا عن انزعاجها.
بدأ التقارب بين ليبيا والمغرب منذ سنة 1983. وتم إلغاء الاتفاق نهائيًا في 29 أغسطس 1986 من قبل الحسن الثاني.

## روابط خارجية
- معاهدة "الوحدة المغربية الليبية".. يوم حرم المغرب البوليساريو من سلاح القذافي